# Babelomurex spinaerosae
Babelomurex spinaerosae is een slakkensoort uit de familie van de Muricidae. De wetenschappelijke naam van de soort is voor het eerst geldig gepubliceerd in 1970 door Shikama.